# Hapoel Galil Elyon BC
Hapoel Galil Elyon (Hebreeuws: הפועל גליל עליון) is een professionele basketbalclub uit Kfar Bloem, Israël. De club komt uit in de Israeli Super League (De hoogste divisie van het Israëlische basketbal), en de Israeli State Cup.

## Geschiedenis
De club werd opgericht in 1972 als Hapoel Kfar Giladi. In 1978 veranderde de naam in Hapoel Galil Elyon. Ze spelen hun thuiswedstrijden in de Heihal HaPais. In 1993 wonnen ze het landskampioenschap van Israël. In 1990 en 1995 werden ze tweede. In 1988 en 1992 wonnen ze de finale om het de beker van Israël. In 1987, 1990 en 1998 verloren ze de finale. In 1993 haalde ze de halve finale om de Saporta Cup.

## Erelijst
- Landskampioen Israël: 1
  - Winnaar: 1993
  - Tweede: 1990, 1995

- Bekerwinnaar Israël: 2
  - Winnaar: 1988, 1992
  - Runner-up: 1987, 1990, 1998

- Saporta Cup:
  - Halve finale: 1993

## Bekende (oud)-spelers
- Oded Katash

## Bekende (oud)-coaches
- - David Blatt
- Erez Edelstein
- Pini Gershon
- Oded Katash
- Muli Katzurin
- Arik Shivek

## Sponsor namen
- Hapoel Nofar Energy Galil Elyon BC